# Idaea seeboldiata
Idaea seeboldiata är en fjärilsart som beskrevs av Adolph Rössler 1877. Idaea seeboldiata ingår i släktet Idaea och familjen mätare. Inga underarter finns listade i Catalogue of Life.